# 마르탱 옹글라
마르탱 옹글라 이마 2세(프랑스어: Martin Hongla Yma II, 1998년 3월 16일 ~ )는 카메룬의 프로 축구 선수로, 세군다 디비시온 클럽 그라나다와 카메룬 국가대표팀에서 수비형 미드필더 또는 센터백으로 활약하고 있다.

## 구단 경력
야운데에서 태어난 옹글라는 블레즈 은쿠포의 은쿠포 스포츠 아카데미에서 2016년에 그라나다에 입단했다. 처음에는 세군다 디비시온 B의 리저브 팀에 배정되었다.
옹글라는 2016년 8월 21일, 아틀레티코 만차 레알과의 홈 경기에서 1-1 무승부를 기록하며 시니어 데뷔 전을 치렀다. 그는 2017년 1월 28일, 비야레알와의 경기에서 90분 내내 라리가 데뷔 전을 치렀고, 비야레알은 2-0으로 패배했다.
2017-18년 시즌을 앞두고 옹글라는 현재 세군다 디비시온에 있는 주전으로 확실히 승격되었다. 2018년 1월 16일, 그는 6개월 동안 동료 리그 팀인 바르셀로나 B로 임대되었다.
2019년 7월 3일, 카르파티 르비우에 6개월 임대된 후 옹글라는 벨기에 프로 리그의 로열 앤트워프에 입단했다. 2021년 7월 9일, 그는 조건부 구매 의무와 함께 이탈리아의 세리에 A 클럽 엘라스 베로나에 임대로 합류했다.
2023년 1월 31일, 옹글라는 레알 바야돌리드와 6개월 임대 계약에 합의한 후 스페인 및 최고 리그로 복귀했다.
2024년 1월 12일, 옹글라는 그라나다로 복귀했다. 그는 3년 6개월의 이적료 250만 유로에 계약을 체결한 것으로 알려졌다.

## 국가대표팀 경력
옹글라는 2015년 아프리카 U-17 챔피언십, 2017년 아프리카 U-20 네이션스컵 예선, 2019년 아프리카 U-23 네이션스컵에 출전했다.
그는 2020년 11월 16일, 모잠비크와의 2021년 아프리카 네이션스컵 예선 경기에서 카메룬 국가대표팀 데뷔 전을 치렀다.
2022년 11월 10일, 그는 리고베르 송에 의해 2022년 FIFA 월드컵에 출전할 선수로 선정되었다.